# Кратет Афінський
Кратет Афінський — давньогрецький філософ. Його рідним містом була Трія в Афінах, тому його також називають Кратет із Трії. Він належав до Платонівської академії і в останні роки свого життя був її схолархом.

## Життя і твори
Про походження Кратета нічого не відомо, крім імені його батька Антигена. Він був близьким другом зі своїм учителем, ученим Полемоном, який привів його до філософії. Два філософи жили разом у приміщенні академії. Політично Кратет з'явився в 287 році, коли він взяв на себе завдання відвідати Афіни як посланник басилевса Деметрія Поліоркета, який обложив місто, оскільки воно відпало від нього. Філософові вдалося переконати Деметрія зняти облогу. Після смерті Полемона він прийняв керівництво академією у 270 або 269 році. Перебував на цій посаді до самої смерті. Помер у 128-му (період між 268 і 264).
Крім філософських творів, Кратес писав твори про комедійні та політичні промови. Нічого з цього не збереглося. Кажуть, що викладаючи, він був вірним зберігачем традиції, яка панувала в академії з часів Ксенократа і Полемона.

## Особисте життя
Кратет був ероменом (молодшим коханцем) Полемона. Тісні й тривалі стосунки Кратета й Полемона оспівувалася в античності. Діоген Лаертський зберіг епіграму поета Антагора, згідно з якою вони удвох після смерті об'єдналися в одній гробниці. Епіграма, за його словами, звучить так:
«Незнайомець, що проходить повз, розкажи, що тут

лежать богоподібні Кратет і Полемон;

двоє людей спорідненої шляхетності розуму;

з чиїх святих уст витікала чиста мудрість,

і вони праведним життям добре демонстрували

силу всіх своїх принципів і вчень».

## Спадок
Серед учнів Кратета були Аркесілай, який пізніше переорієнтував академію, і Біон Борисфенський. Аркесілай сказав, що Полемон і Кратет здавалися богами або пережитком Золотої епохи. Це зауваження було також задумано як обережна критика замкнутості двох консервативних філософів та їхньої відмови від контактів з громадськістю.